# Shaq Diesel
Shaq Diesel es el álbum debut lanzado por el jugador de la NBA Shaquille O'Neal. Fue lanzado el 26 de octubre de 1993 por Jive Records y presentó la producción de Ali Shaheed Muhammad, Def Jef, Erick Sermon, K-Cut y Meech Wells. 
El álbum fue un éxito sorpresa, alcanzó platino logrando el nº25 en el Billboard 200, y nº10 en la Top R&B/Hip-Hop Albums. Dos sencillos del álbum también alcanzaron las listas, "(I Know I Got) Skillz", número 35 en el Billboard Hot 100 y n.º 3 en el Hot Rap Singles, mientras que "I'm Outstanding" fue nº47 en el Hot 100 y n.º 6 en el Hot Rap Singles. Un tercer sencillo titulado "Shoot Pass Slam" fue también lanzado, pero no entró en las listas del Billboard. 
La canción "(I Know I Got) Skillz" fue presentada en el 2008 en la película Pineapple Express.

## Lista de canciones
1. "Intro"- 1:48
2. "(I Know I Got) Skillz"- 4:23 (Featuring Def Jef)
3. "I'm Outstanding"- 4:07
4. "Where Ya At?"- 4:44 (Featuring Phife Dawg)
5. "I Hate 2 Brag"- 4:32
6. "Let Me In, Let Me In"- 3:02
7. "Shoot Pass Slam"- 3:31
8. "Boom!"- 3:00
9. "Are You a Roughneck?"- 3:42
10. "Giggin' on 'Em"- 4:07 (Featuring Phife Dawg)
11. "What's Up Doc? (Can We Rock)"- 3:52 (Featuring Fu-Schnickens)
12. "Game Over"- 0:10

## Listas
Álbum
| Año  | Lista                  | Posición |
| ---- | ---------------------- | -------- |
| 1993 | The Billboard 200      | 25       |
| 1993 | Top R&B/Hip-Hop Albums | 10       |

Sencillos
| Año  | Sencillo              | Lista                              | Posición |
| ---- | --------------------- | ---------------------------------- | -------- |
| 1993 | (I Know I Got) Skillz | The Billboard Hot 100              | 35       |
| 1993 | (I Know I Got) Skillz | Hot Rap Singles                    | 3        |
| 1993 | (I Know I Got) Skillz | Hot R&B/Hip-Hop Singles & Tracks   | 20       |
| 1993 | (I Know I Got) Skillz | Hot Dance Music/Maxi-Singles Sales | 25       |
| 1994 | (I Know I Got) Skillz | Hot Rap Singles                    | 6        |
| 1994 | I'm Outstanding       | The Billboard Hot 100              | 47       |
| 1994 | I'm Outstanding       | Hot Rap Singles                    | 6        |
| 1994 | I'm Outstanding       | Hot R&B/Hip-Hop Singles & Tracks   | 29       |
| 1994 | I'm Outstanding       | Hot Dance Music/Maxi-Singles Sales | 17       |